# Pyrgomorpha
Pyrgomorpha is een geslacht van rechtvleugeligen uit de familie Pyrgomorphidae. De wetenschappelijke naam van dit geslacht is voor het eerst geldig gepubliceerd in 1838 door Serville.

## Soorten
Het geslacht Pyrgomorpha omvat de volgende soorten:
- Pyrgomorpha albotaeniata Werner, 1908
- Pyrgomorpha bispinosa Walker, 1870
- Pyrgomorpha brachycera Kirby, 1914
- Pyrgomorpha cognata Krauss, 1877
- Pyrgomorpha guentheri Burr, 1899
- Pyrgomorpha minuta Kevan, 1963
- Pyrgomorpha vosseleri Uvarov, 1923
- Pyrgomorpha angolensis Bolívar, 1889
- Pyrgomorpha granulata Stål, 1875
- Pyrgomorpha johnseni Schmidt, 1999
- Pyrgomorpha rugosus Key, 1937
- Pyrgomorpha vignaudi Guérin-Méneville, 1849
- Pyrgomorpha agarena Bolívar, 1894
- Pyrgomorpha conica Olivier, 1791
- Pyrgomorpha cypria Bolívar, 1901
- Pyrgomorpha granosa Stål, 1876
- Pyrgomorpha hemiptera Uvarov, 1938
- Pyrgomorpha inaequalipennis Bolívar, 1904
- Pyrgomorpha lepineyi Chopard, 1943
- Pyrgomorpha tricarinata Bolívar, 1884